# Валерфинг
Валерфинг (њем. Wallerfing) општина је у њемачкој савезној држави Баварска. Једно је од 26 општинских средишта округа Дегендорф. Према процјени из 2010. у општини је живјело 1.378 становника. Посједује регионалну шифру (AGS) 9271152.

## Географски и демографски подаци
Валерфинг се налази у савезној држави Баварска у округу Дегендорф. Општина се налази на надморској висини од 357 метара. Површина општине износи 20,8 km². У самом мјесту је, према процјени из 2010. године, живјело 1.378 становника. Просјечна густина становништва износи 66 становника/km².